# 木越安綱
木越 安綱（きごし やすつな、1854年4月22日〈嘉永7年3月25日〉- 1932年〈昭和7年〉3月26日）は、日本の武士（加賀藩士）、陸軍軍人、政治家。幼名は三次郎。
陸士旧1期。最終階級は陸軍中将。栄典は正二位勲一等功二級男爵。
帝国陸軍におけるドイツ化の功労者。西南戦争、日清戦争、日露戦争に従軍し、軍功により男爵に叙爵される。
軍閥の系列的には長州閥とされ、序列的には山縣有朋、桂太郎、寺内正毅に次ぐ4番目に位置づけられるまでに至る。
山本権兵衛の第1次山本内閣の陸軍大臣として、軍部大臣現役武官制改正に陸軍の反対を押し切り同意する。これにより予備役でも陸・海軍大臣に就任できるようになった。

## 生涯
嘉永7年（1854年）4月22日、加賀藩士・砲術師範、加藤忠直の二男として生まれる。同藩奉行職・木越安敷の養子となる。
陸軍教導団を経て、明治8年（1875年）に陸軍士官学校（旧1期）に入る。士官学校在学中の明治10年（1877年）に任官し、西南戦争に出征する。明治16年（1883年）、ドイツに留学し、晩年のモルトケのもと最盛期を迎えていたドイツ参謀本部を目の当たりにする。帰国後はフランス式であった日本の陸軍をドイツ式にあらためる。
日清戦争では第3師団参謀として第3師団長・桂太郎のもとで活躍、朝鮮半島から鴨緑江を渡河し清国領内へと進撃していった。このとき、直属上官であった桂太郎から絶大な信頼を受け、それをきっかけにして長州閥の寵児として出世していく。　
明治27年末に大佐に昇進し、明治30年（1897年）に軍務局軍事課長に就した。翌31年（1898年）に陸軍少将に昇進するとともに、台湾補給廠長に任命され、さらに台湾総督府陸軍幕僚参謀長となる。明治33年（1900年）には、軍務局長となり、内地に戻る。翌34年（1901年）には歩兵第23旅団長に就任する。
明治37年（1904年）の日露戦争では韓国臨時派遣隊司令官として真っ先に出征した。歩兵第23旅団を率いて佐世保を出航、仁川港に上陸して鉄道で京城に向かい、韓国駐箚隊を指揮下に入れる。朝鮮半島確保後、黒木為楨大将の第1軍の尖兵として鴨緑江渡河作戦に従事、第1軍最右翼から渡河してロシア軍の退路を攻撃、多大な損害を与えた。その後、自身の旅団に、騎兵、砲兵、工兵の各1個中隊を加えて木越支隊を編成、師団前衛として遼陽に進撃、ケルレル中将の東部支隊を撃退する。8月30日に始まった遼陽会戦では五頂山を攻め、後続の岡崎生三少将の饅頭山攻めに独断で1個連隊を派遣し支援、その占領をなさしめる。そして、10月13日に陸軍中将に昇進、第5師団長として黒溝台会戦に参加し、第8師団（立見尚文中将）を全滅から救った。さらに、グリッペンベルク大将率いるロシア第2軍を破り、これによりロシア軍の冬季総攻撃の出鼻を挫き、奉天会戦の勝利に貢献した。
明治40年（1907年）9月21日、西南・日清・日露の各役の軍功により男爵を授爵。 
大正2年（1913年）1月、第1次山本内閣の陸軍大臣に就任。第一次護憲運動をうけた軍部大臣現役武官制改正案に陸軍は猛反対したものの、最終的に木越が陸軍の意向に逆らう形で、閣僚として改正に同意する。6月13日、予備役でも軍部大臣に就任できるように改正され、6月24日に至って辞任。
この改正以後、陸軍の意向に逆らった木越は冷遇された。陸軍大将に昇進することなく、定年前に予備役に編入される。
大正9年（1920年）5月15日、貴族院男爵議員補欠選挙で当選し、没するまで貴族院議員を務めた。
昭和7年（1932年）に死去。享年79。墓所は青山霊園(1ロ3-5)。

## 年譜

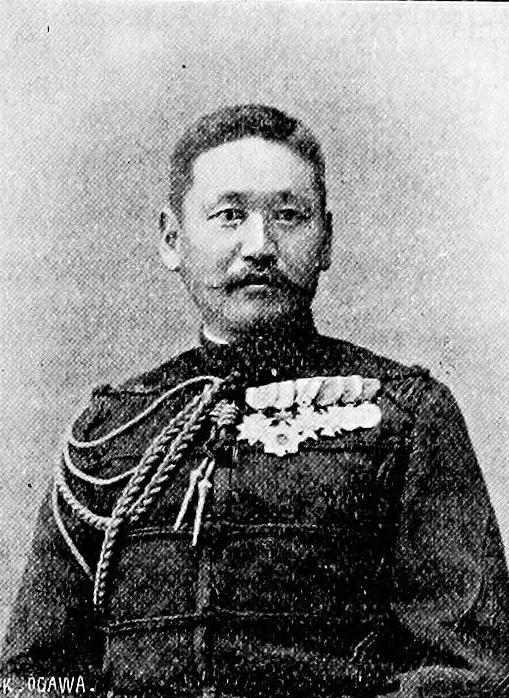
第3師団参謀時代

- 1874年（明治7年）9月 - 陸軍教導団卒・陸軍軍曹・熊本鎮台付
- 1875年（明治8年）2月 - 陸軍士官学校入校
- 1877年（明治10年）2月 - 西南戦争出征
  - 3月 - 歩兵第9連隊付
  - 4月 - 少尉試補
  - 7月3日 - 陸軍少尉
  - 8月18日 - 戦傷
  - 12月 - 陸軍士官学校卒業（旧1期）・歩兵第1連隊付
- 1878年（明治11年）6月 - 陸士教官
  - 9月 - 陸士生徒大隊付
- 1880年（明治13年）5月7日 - 歩兵中尉
- 1882年（明治15年）12月 - 参謀本部出仕
- 1883年（明治16年）1月 - ドイツ留学（陸大入学）
  - 2月28日 - 歩兵大尉
- 1885年（明治18年）10月 - ケムニッツ隊付
- 1886年（明治19年）7月 - 帰国
  - 9月 - 陸軍大学校教授心得
- 1887年（明治20年）4月 - 参謀本部陸軍部第1局員・兼陸大教官（- 1888年2月）
  - 6月 - 監軍部参謀
- 1888年（明治21年）2月17日 - 歩兵少佐・近衛歩兵第3連隊付
  - 11月 - 近衛歩兵第4連隊付
- 1889年（明治22年）11月 - 陸軍戸山学校教官
- 1892年（明治25年）9月 - 第3師団参謀
- 1893年（明治26年）2月18日 - 歩兵中佐
- 1894年（明治27年）7月 - 第3師団参謀長心得
  - 8月 - 日清戦争出征（- 1895年6月）
  - 11月16日 - 歩兵大佐・第3師団参謀長
- 1897年（明治30年）10月 - 陸軍省軍務局軍事課長
- 1898年（明治31年）3月3日 - 陸軍少将・台湾陸軍補給廠長
  - 10月 - 台湾総督府陸軍幕僚参謀長
- 1900年（明治33年）4月 - 軍務局長
- 1901年（明治34年）2月 - 歩兵第23旅団長
- 1904年（明治37年）2月5日 - 兼韓国臨時派遣隊司令官（- 2月20日）
  - 7月 - 満州軍総司令部付
  - 10月13日 - 陸軍中将・後備第1師団長
  - 11月2日 - 第5師団長
- 1907年（明治40年）4月 - アメリカ出張（- 6月）
  - 9月 - 男爵
- 1909年（明治42年）9月 - 第6師団長
- 1911年（明治44年）9月6日 - 第1師団長
- 1912年（大正元年）
  - 12月21日 - 陸軍大臣
  - 12月28日 - 正三位[3]
- 1913年（大正2年）6月 - 待命
- 1914年（大正3年）6月24日 - 休職[4]
- 1916年（大正5年）3月25日 - 後備役[5]
- 1920年（大正9年）5月15日 - 貴族院議員

## 栄典
位階
- 1880年（明治13年）
  - 2月20日 - 正八位[6]
  - 7月21日 - 従七位[6]
- 1883年（明治16年）4月9日 - 正七位[6][7]
- 1890年（明治23年）7月3日 - 従六位[6][8]
- 1893年（明治26年）4月11日 - 正六位[6][9]
- 1895年（明治28年）2月13日 - 従五位[6][10]
- 1898年（明治31年）4月30日 - 正五位[6][11]
- 1903年（明治36年）7月10日 - 従四位[6][12]
- 1905年（明治38年）7月20日 - 正四位[6][13]
- 1908年（明治41年）8月20日 - 従三位[6][14]
- 1912年（大正元年）12月28日 - 正三位[6][15]
- 1916年（大正5年）4月10日 - 従二位[16]
- 1932年（昭和7年）3月26日 - 正二位[17]

爵位
- 1907年（明治40年）9月21日 - 男爵[6][18]

勲章等
| 受章年                     | 略綬 | 勲章名                   | 備考 |
| -------------------------- | ---- | ------------------------ | ---- |
| 1889年（明治22年）5月13日  |      | 勲六等瑞宝章             |      |
| 1889年（明治22年）11月29日 |      | 大日本帝国憲法発布記念章 |      |
| 1894年（明治27年）5月29日  |      | 勲五等瑞宝章             |      |
| 1895年（明治28年）10月18日 |      | 双光旭日章               |      |
| 1895年（明治28年）10月18日 |      | 功四級金鵄勲章           |      |
| 1895年（明治28年）11月18日 |      | 明治二十七八年従軍記章   |      |
| 1898年（明治31年）5月23日  |      | 勲四等瑞宝章             |      |
| 1900年（明治33年）5月31日  |      | 勲三等瑞宝章             |      |
| 1901年（明治34年）12月27日 |      | 勲二等瑞宝章             |      |
| 1902年（明治35年）5月10日  |      | 明治三十三年従軍記章     |      |
| 1906年（明治39年）4月1日   |      | 功二級金鵄勲章           |      |
| 1906年（明治39年）4月1日   |      | 勲一等旭日大綬章         |      |
| 1906年（明治39年）4月1日   |      | 明治三十七八年従軍記章   |      |
| 1915年（大正4年）11月10日  |      | 大礼記念章               |      |
| 1928年（昭和3年）11月10日  |      | 金杯一個                 |      |

外国勲章佩用允許
| 受章年                     | 国籍                         | 略綬 | 勲章名                             | 備考 |
| -------------------------- | ---------------------------- | ---- | ---------------------------------- | ---- |
| 1888年（明治21年）4月3日   | ヘッセン大公国               |      | フィリップ寛大公第一級勲章         |      |
| 1906年（明治39年）10月12日 | 大韓帝国                     |      | 勲一等太極章                       |      |
| 1907年（明治40年）3月23日  | フランス共和国               |      | レジオンドヌール勲章コマンドゥール |      |
| 1907年（明治40年）12月26日 | オーストリア＝ハンガリー帝国 |      | 鉄冠第一等勲章                     |      |
| 1910年（明治43年）6月14日  | 大韓帝国                     |      | 大勲位李花大綬章                   |      |

## 親族
- 妻：木越美津（みつ、坊城俊政の娘）[40]
- 妻：木越てい（柳田直平・大審院判事の娘）
- 長男：木越専八（陸軍少将・男爵）- 妻の節は伊藤軍兵衛の孫。
- 二男：木越二郎（陸軍大佐）
- 七男：高木正順（旧子爵高木正得継嗣）
- 娘婿：村上啓作（陸軍中将）
- 娘婿：井上五郎（中部電力社長）
- 義弟：柳田國男（民俗学者）